# 趙春山
趙春山（1946年7月20日—），臺灣國際政治學學者、中國國民黨籍政治人物。生於中華民國廣西省桂林市，籍貫山西省，成長於高雄市左營區眷村。
畢業於國立政治大學，現任淡江大學中國大陸研究所榮譽教授，亞太和平研究基金會首席顧問。歷任亞太基金會董事長、遠景基金會董事長、政大東亞研究所所長、政大俄羅斯研究所所長、政大國際關係研究中心副主任等職。專長在於中國大陸研究，曾為前總統李登輝、馬英九兩岸政策的重要智囊，也受台灣不同政黨領導人的諮詢。

## 兩岸論述
在政大政治所博士毕业後赴美國喬治城大學俄羅斯區域研究計畫進修，取得博士候選人資格後返回政大擔任教職。2001年應聘淡江大學中國大陸研究所教授並於2016年榮譽退休。
2018年時任行政院長賴清德提出“務實台獨”一說，趙春山認為此新說詞看似稍有變化但對岸還是不會接受，賴的務實帽子是為了放出一種切割基本教義派認為治國、修憲、建國等動作，而他必須想一種說法讓外界知道他不會做這些東西，所以發明這名詞，然而名詞遊戲再多對於中共總書記習近平來講沒有任何意義也沒有接受的可能性。
2019年投书《中美战略竞争：台湾何去何从？》文章發表觀點，認為台灣很多人說維持現狀但不肯面對現狀是動態非靜態，世界局勢每天每年都在變化，不會某一群人想要世界定格靜止世界就保持不變，終究台灣只有分與合兩條路，而他的研究表明最終只有合的路線走向統一的結局，所有台灣政治力量若能攜手合作那在合的方式方法上也許能左右一些，但目前社會撕裂之下恐怕這選項都喪失。有很多民眾不想統一卻想要和平、不敢打仗卻想台獨，本質邏輯不通也拿不出可行方案，注定是沒有結局的一條路最終只能由北京主導歷史進程，“独”意味着战争，但台湾又没人想战争，也没有現實能力应付战争，所以已經注定台独就像反攻大陸永恆是一个假议题。